# Thuidiopsis chilensis
Thuidiopsis chilensis är en bladmossart som beskrevs av Brotherus 1925. Thuidiopsis chilensis ingår i släktet Thuidiopsis och familjen Thuidiaceae. Inga underarter finns listade i Catalogue of Life.